# West Mersea
West Mersea är en ort och civil parish i Storbritannien.   Den ligger i grevskapet Essex och riksdelen England, i den sydöstra delen av landet, 80 km öster om huvudstaden London. West Mersea ligger 15 meter över havet och antalet invånare är 6 943. Den ligger på ön Mersea Island.
Terrängen runt West Mersea är platt. Havet är nära West Mersea åt sydost.  Närmaste större samhälle är Colchester, 12,4 km norr om West Mersea. 